# Wittenberge
Wittenberge (en allemand : /vɪtn̩ˈbɛʁɡə/ ) est une ville allemande située dans le land de Brandebourg. Il s'agit de la ville la plus peuplée de l'Arrondissement de Prignitz.

## Histoire
L'existence de la ville est attestée depuis le XIIIe siècle. Le château, daté de 1669, a subi les incendies de 1686 et 1757 et les inondations de l'Elbe en 1709 et 1761. En 1816, Wittenberge avait 933 habitants. La ville s'est développée lors de la Révolution industrielle grâce au développement du trafic fluvial sur l'Elbe et surtout grâce à l'inauguration de la ligne ferroviaire entre Hambourg et Berlin en 1846. La ligne à Magdebourg fut inaugurée en 1847, la ligne à Lüneburg en 1874 et la ligne à Salzwedel en 1879. En 1867, Wittenberge avait 7029 habitants.
Du 15 août 1942 au 17 février  1945, il y eut un camp de concentration dans la ville qui dépendait du camp de Neuengamme. La ville est occupée par le 13e corps de 9e Armée US le 12 avril 1945.
Pendant la Seconde Guerre mondiale, Wittenberge est la cible de cinq bombardements américains, qui entraînent la mort de 216 résidents.

## Transports
La gare centrale de Wittenberge représente un nœud ferroviaire essentiel, reliée à la ligne de Hambourg à Berlin avec des embranchements vers Magdebourg, Pritzwalk et Wittstock/Dosse. Elle est desservie par les trains Intercity, Intercity-Express, Regional-Express et Regionalbahn et se trouve également raccordée au réseau urbain de la S-Bahn de Magdebourg
La Bundesstraße 189 (Magdeburg–Wittenberge) et la Bundesstraße 5 à Schwerin sont les routes principales pour rejoindre la ville. Une extension de la Bundesautobahn 14 vers Schwerin est en travaux et sera inaugurée en 2025.
Wittenberge a un port fluvial avec une gare de marchandises.

## Démographie
- Développement de la population dans les limites actuelles. -- Ligne bleue: Population; Ligne pointillée: Comparaison avec le développement de Brandebourg -- Fond gris: Période du régime nazi; Fond rouge: Période du régime communiste
- Évolution récente (ligne bleue) et prévisions sur l'effectif de résidents

## Patrimoine, bâtiments et sites notables
- Moulin à huile de Wittenberge

La porte Steintor du mur du Moyen Âge, construite en 1450, est le bâtiment le plus vieux de la ville. Le musée de la ville se situe dans la maison Alte Burg construite en 1669, la maison la plus vieille de la ville. La gare centrale, un bâtiment du classicisme, fut construite en 1846, endommagée par un bombardement en 1945 et reconstruite après la guerre.
L'Hôtel de ville, inauguré en 1914, représente le style de la Gründerzeit. La hauteur de sa tour accessible, qui offre un panorama de toute la ville et de ses environs, est de 51 mètres.
Le parc Clara-Zetkin-Park, aménagé à partir de 1967, est nommé d'après la femme politicienne Clara Zetkin. Le nouvel aménagement du parc avait lieu entre 2018 et 2020. La maison Haus der Vier Jahreszeiten, construite en 1906, qui représente le style de l'Art nouveau, se situe dans le quartier Heisterbusch près du parc au nord de la ville où l'on trouve beaucoup de maisons de cette époque qui furent restaurées après la réunification allemande.
Le centre culturel Kultur- und Festspielhaus, un bâtiment de style stalinien, fut construit en 1959, rénové après la réunification allemande et inauguré de nouveau en 1999. La place devant le centre est nommé d'après le compositeur Paul Lincke qui, entre 1881 et 1884, a habité Wittenberge où il a fait des études.
En 1903, une usine des machines à coudre fut fondée à Wittenberge. Sa tour (49 m), construite en 1928, est la marque distinctive de la ville.

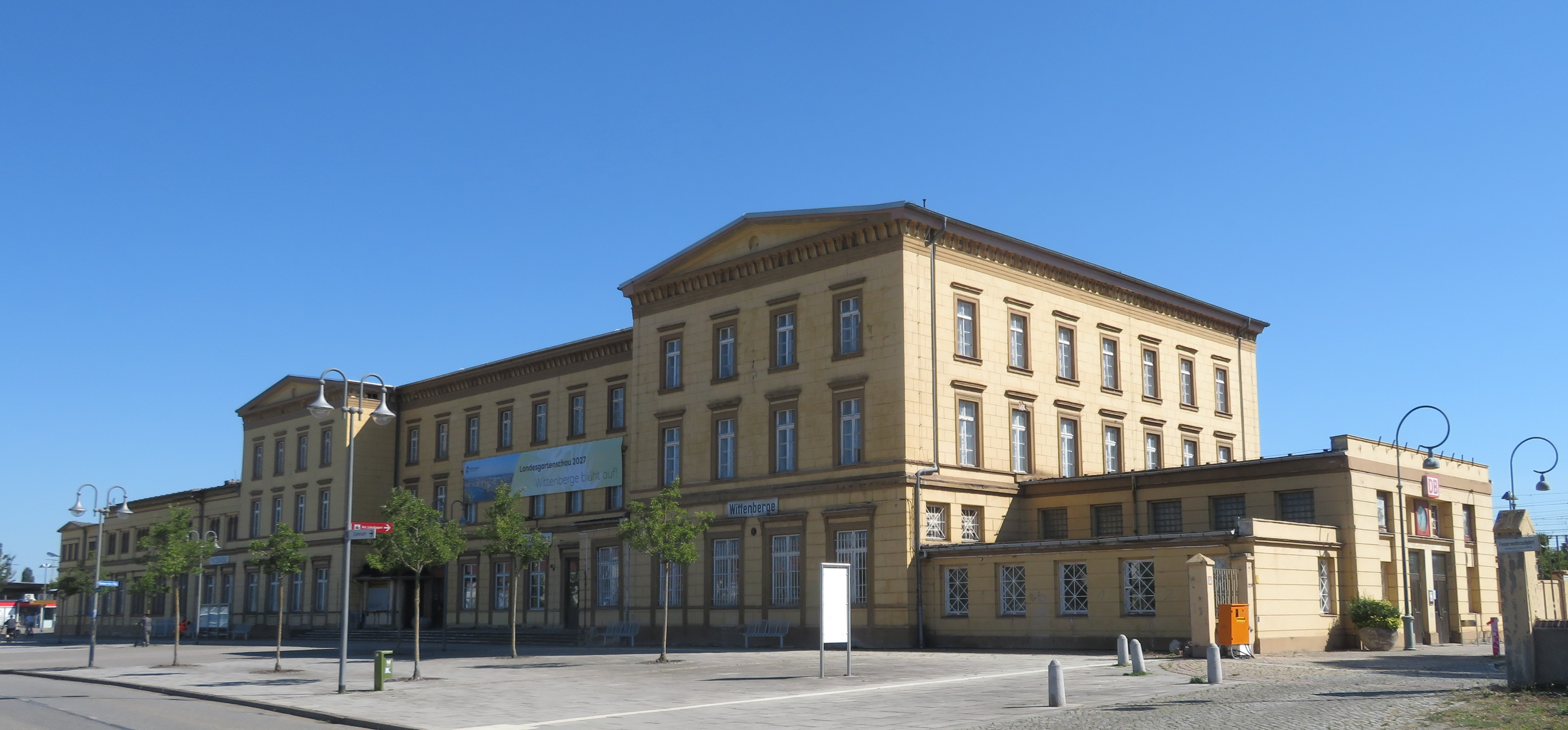
Gare centrale.
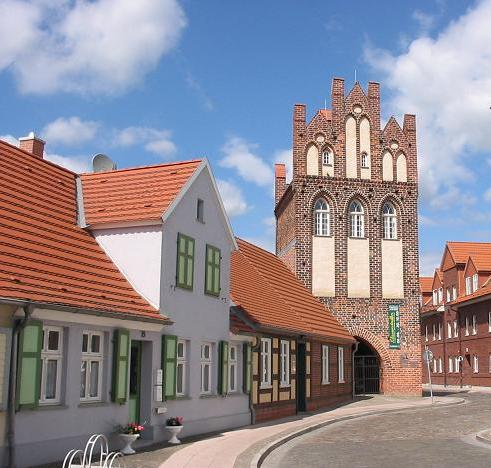
La porte Steintor du Moyen Âge.
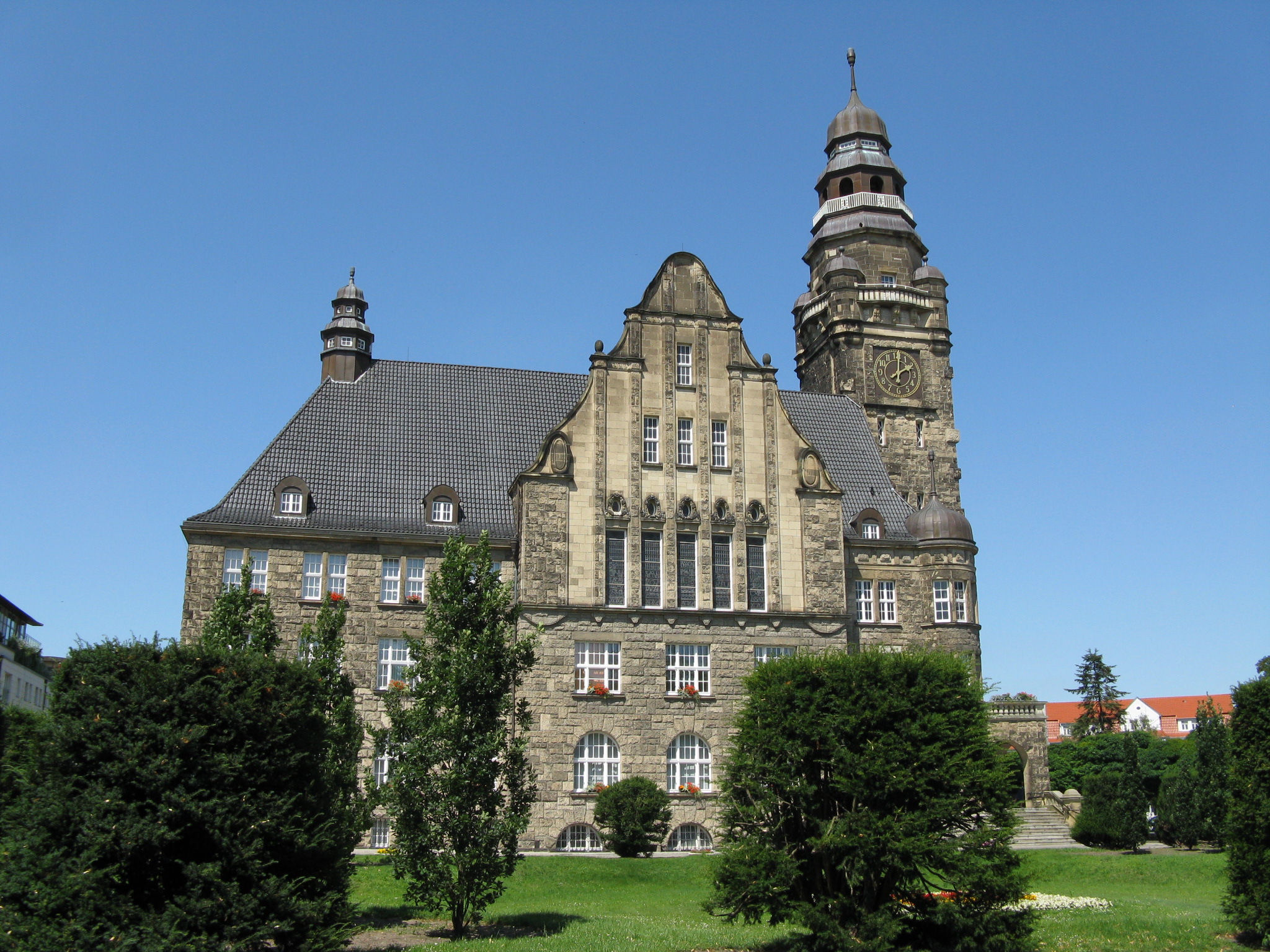
L'Hôtel de ville.
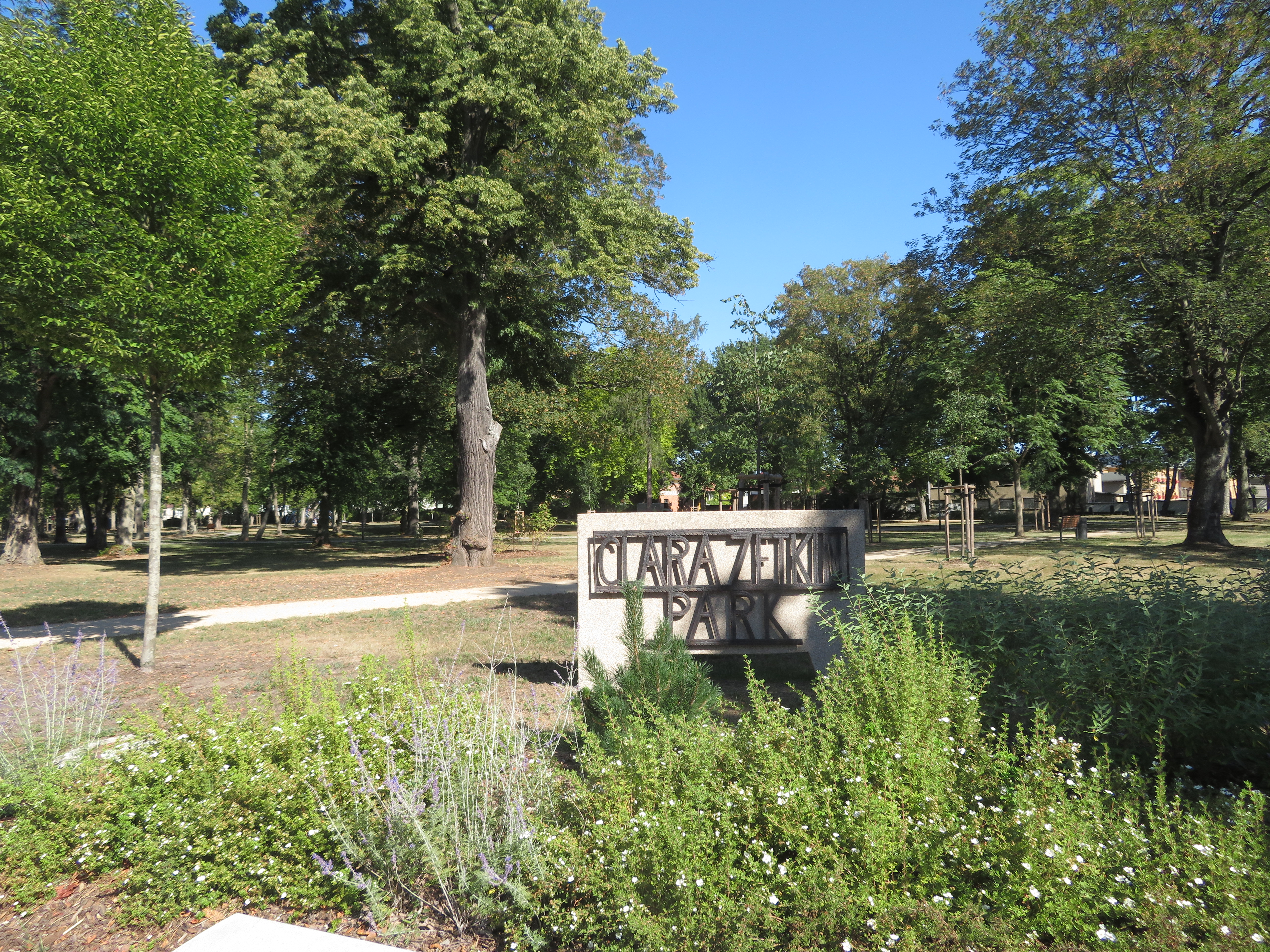
Parc Clara-Zetkin-Park.
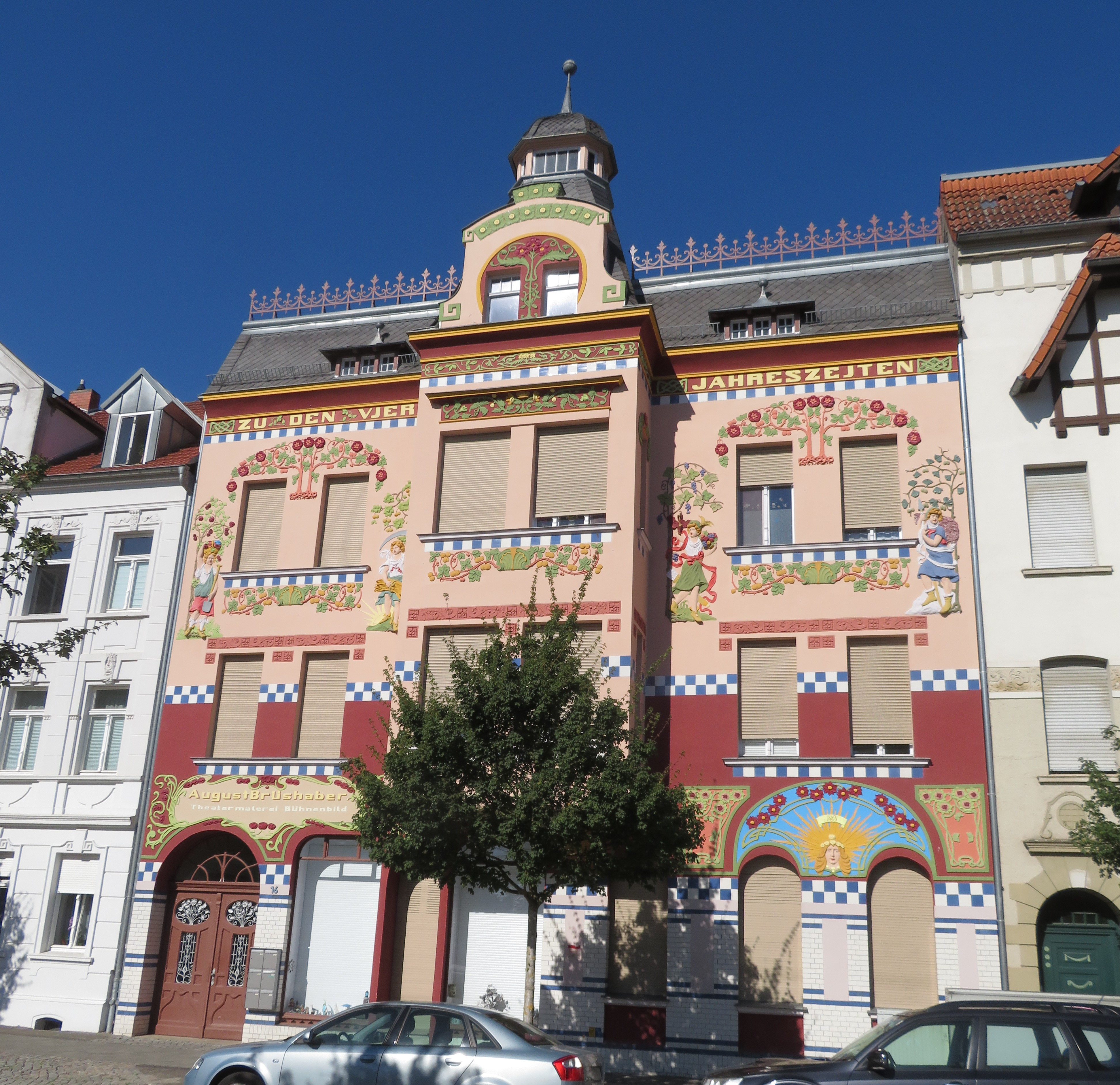
La maison Haus der Vier Jahreszeiten.
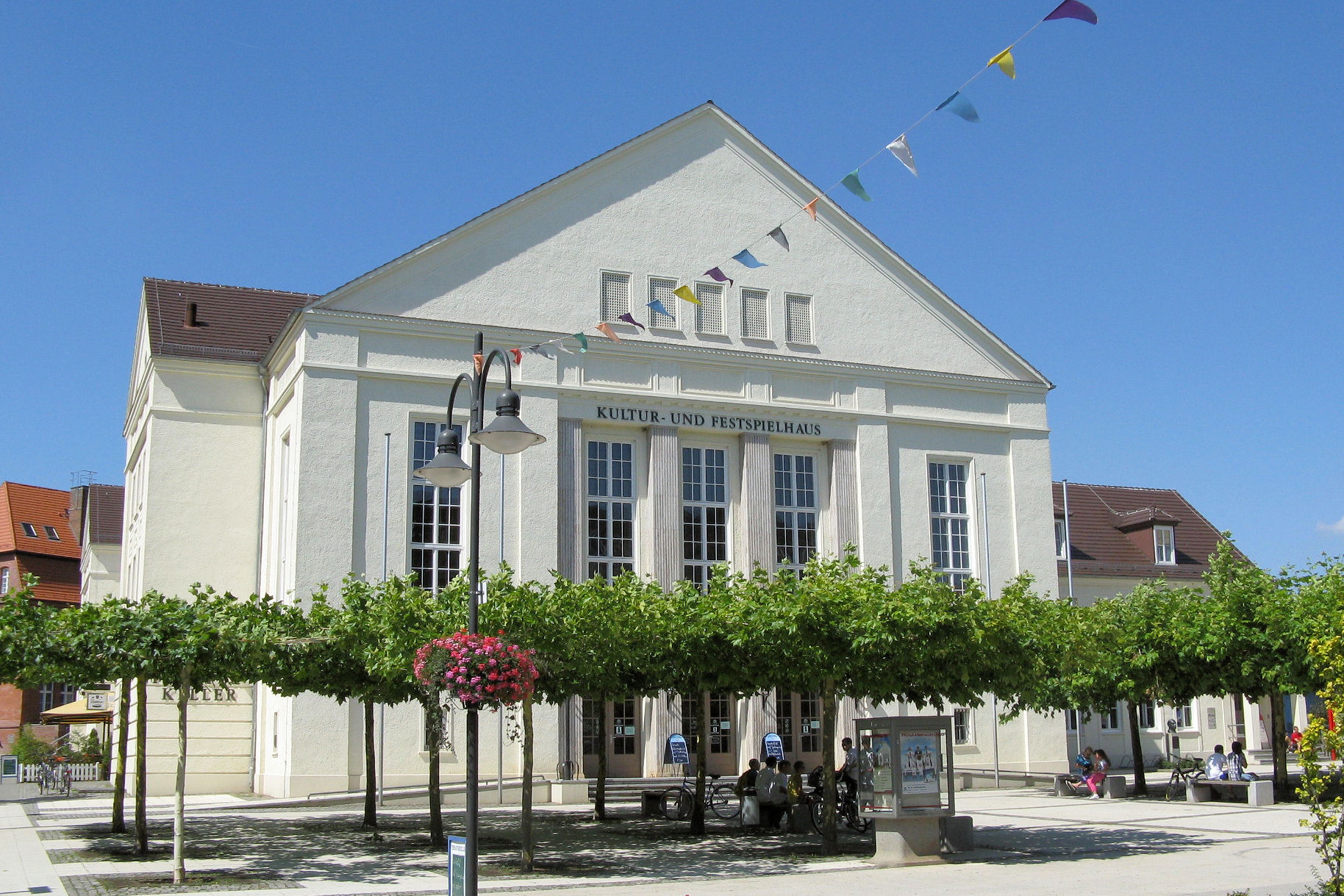
Centre culturel.
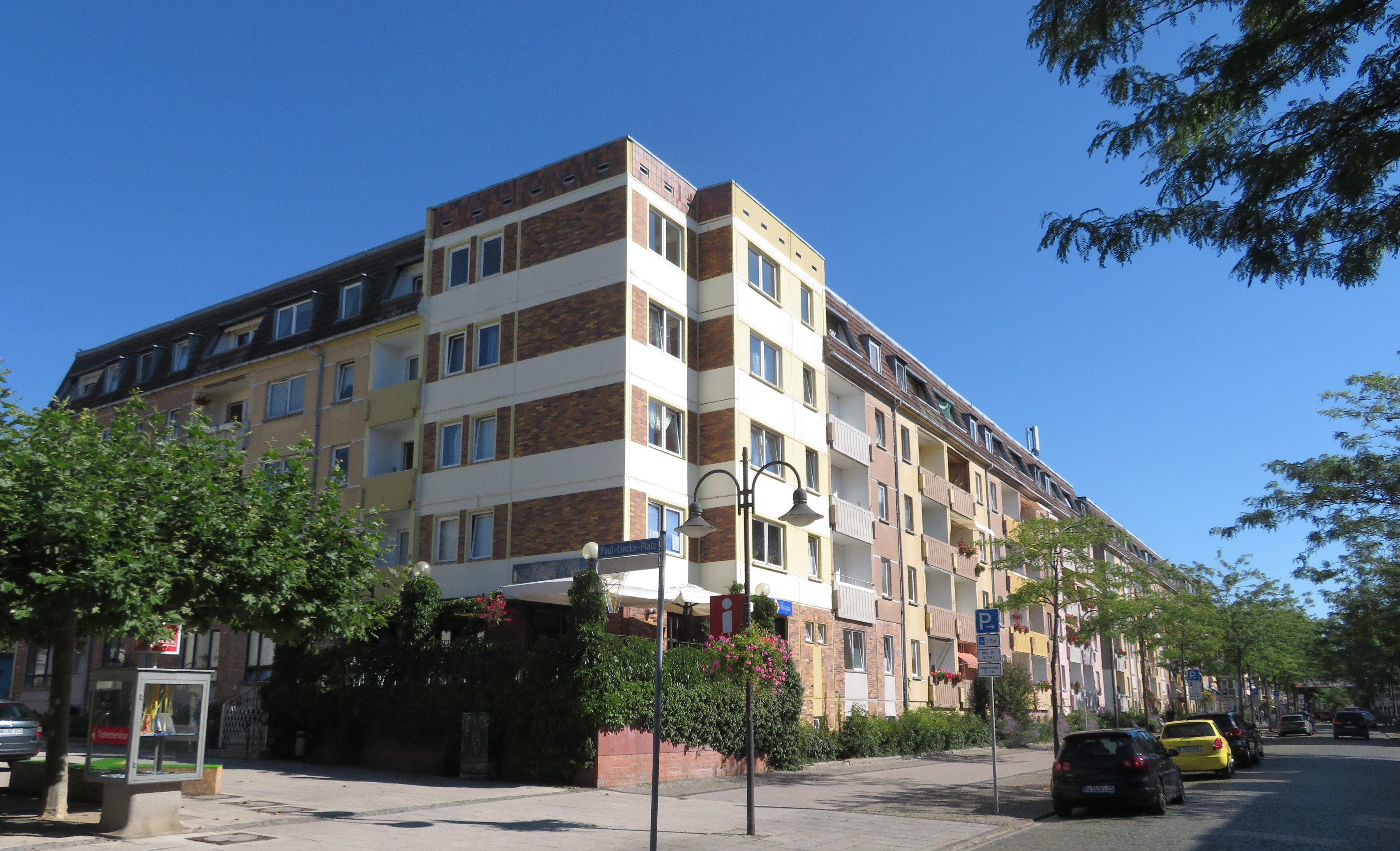
Maison de style stalinien restaurée après 1989.
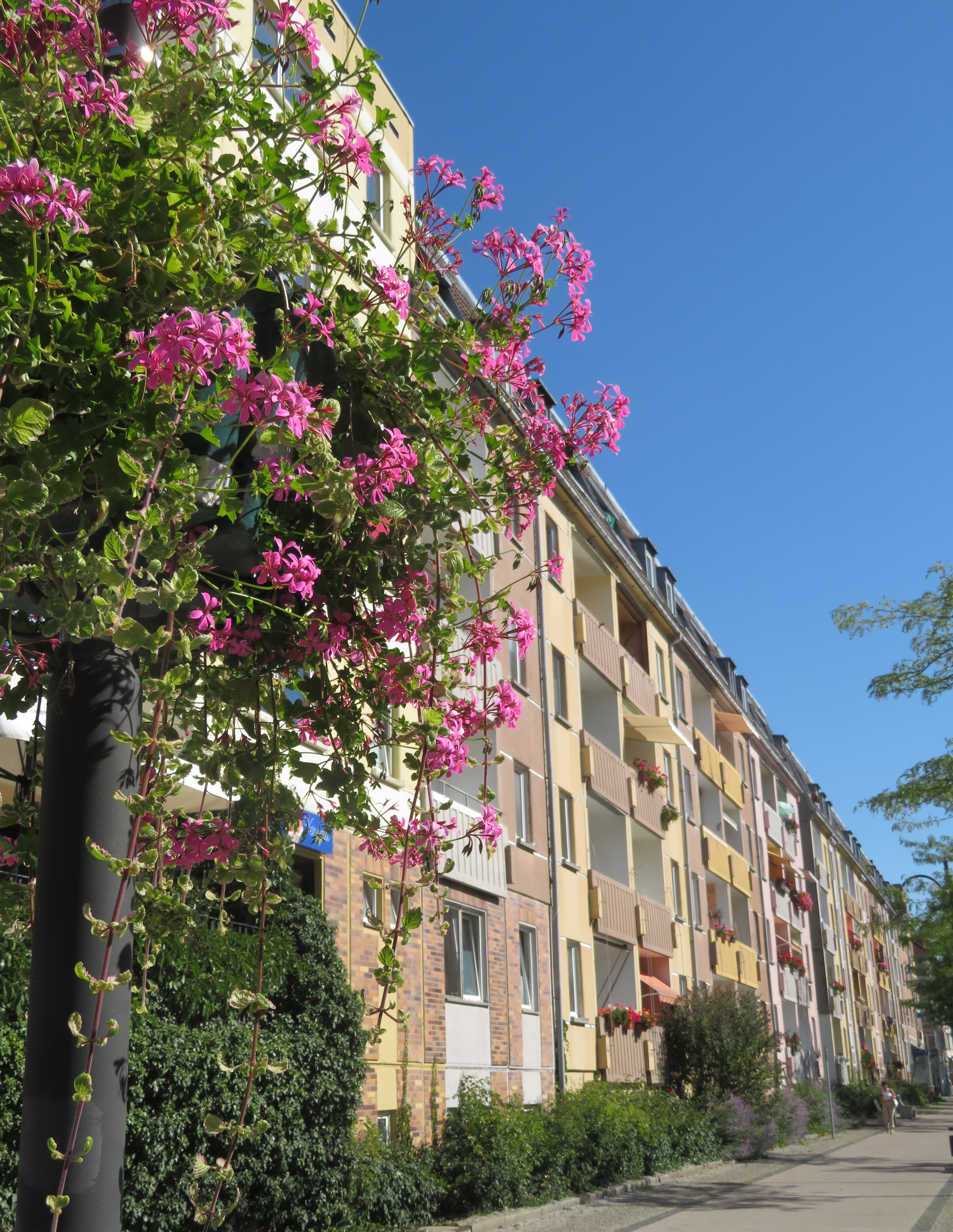
Maison de style stalinien restaurée après 1989.
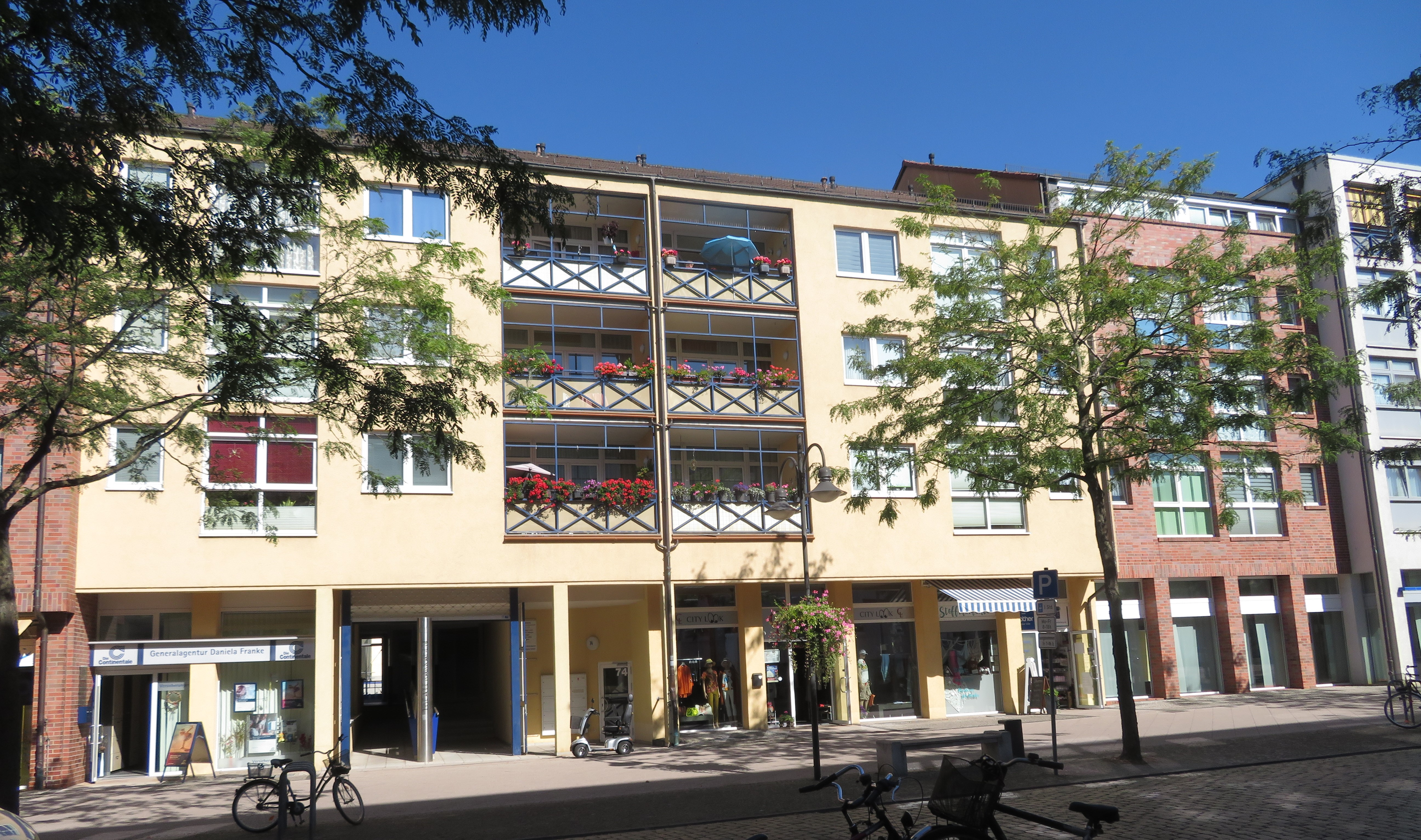
Bahnstraße, la Grand-rue de Wittenberge.
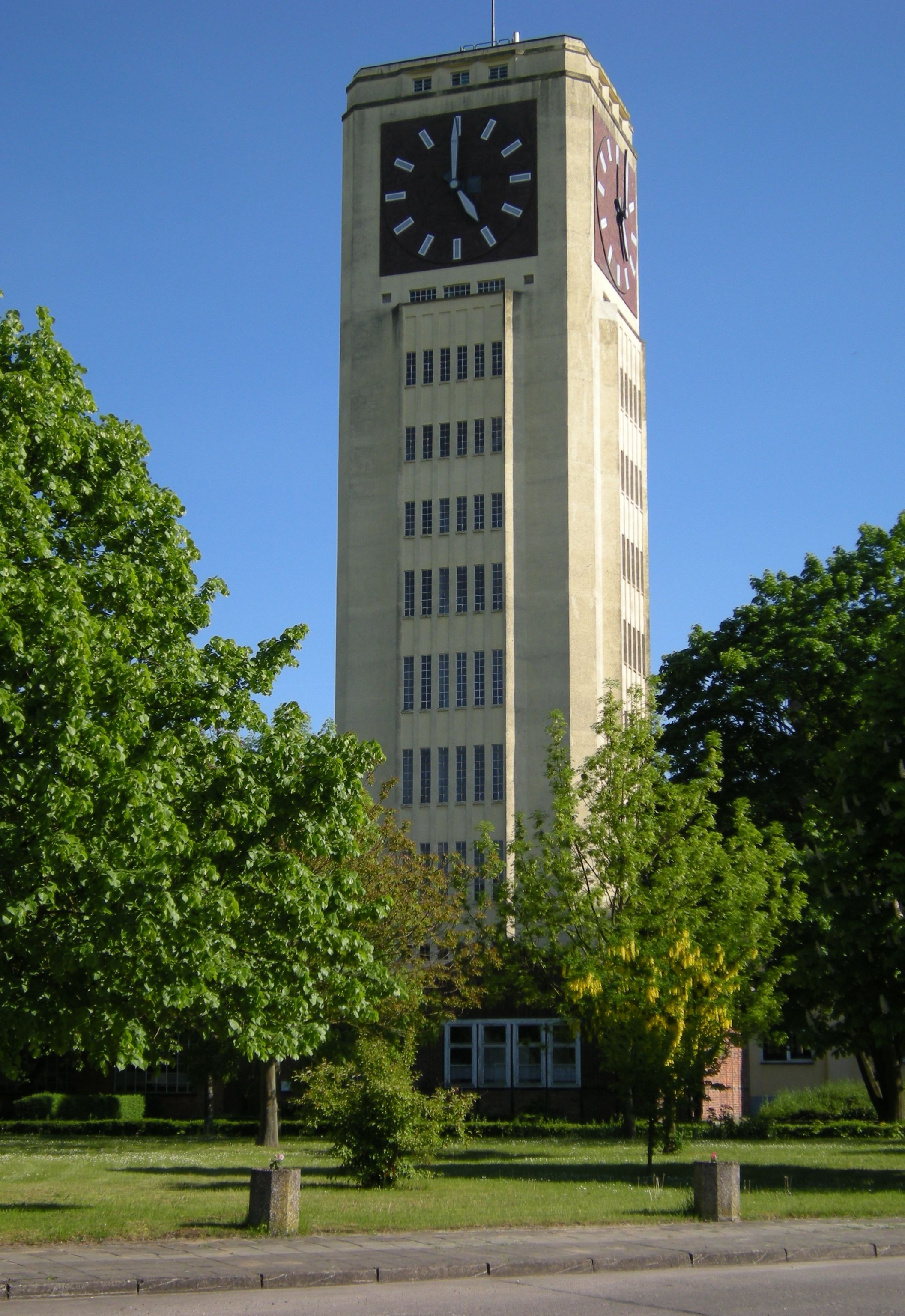
Tour del 'usine des machines à coudre.
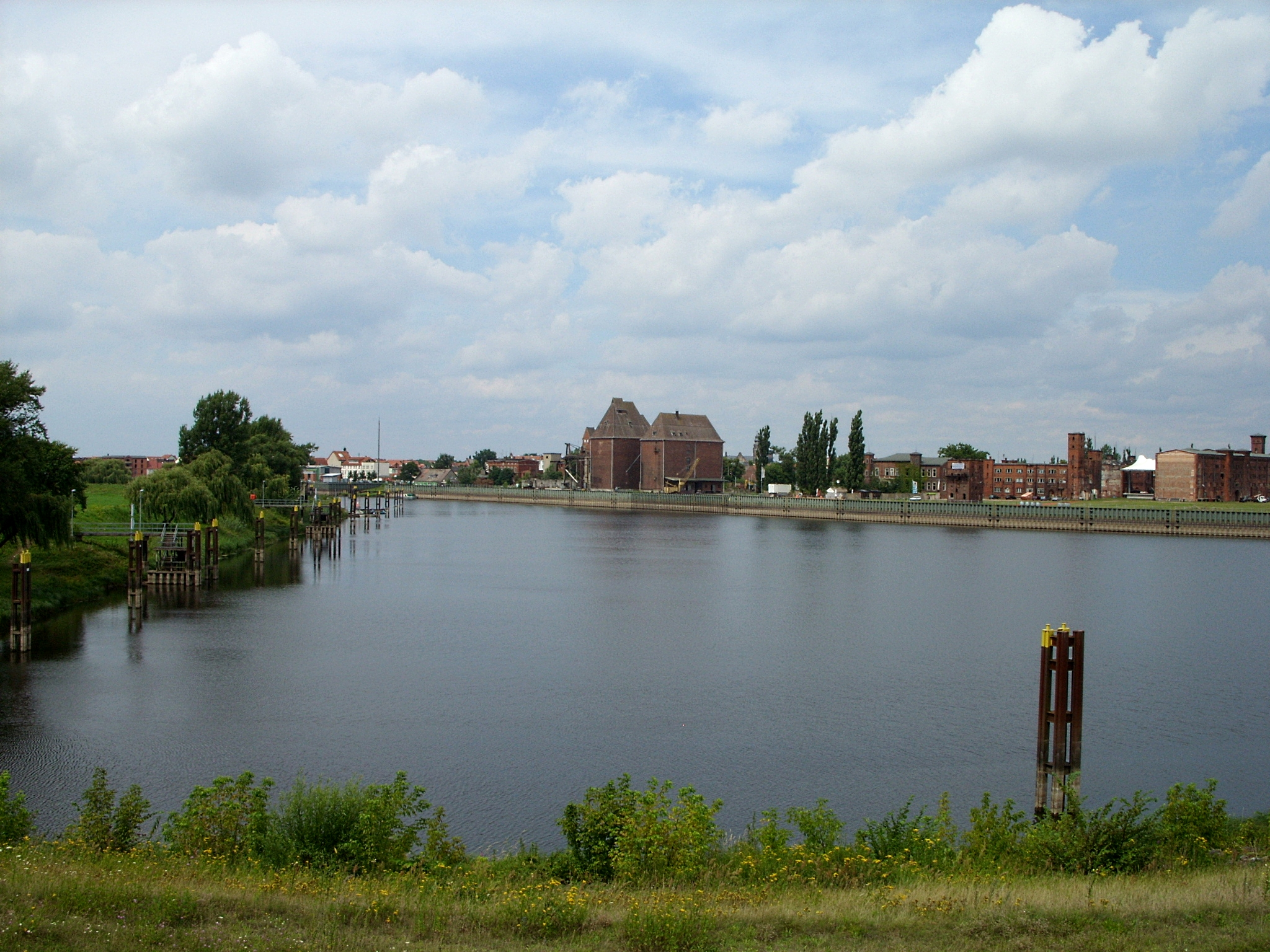
Port fluvial.

## Personnalités
- Friedrich Schorlemmer (1944-2024), théologien.
- Norbert Klaar (1954-), tireur sportif, champion olympique.
- Uwe Potteck (1955-), tireur sportif, champion olympique.
- Richard Zven Kruspe (1967-), guitariste soliste du groupe Rammstein.

| Année | Population |
| ----- | ---------- |
| 1875  | 8 407      |
| 1890  | 13 294     |
| 1910  | 21 262     |
| 1925  | 26 310     |
| 1933  | 25 996     |
| 1939  | 28 496     |
| 1946  | 32 349     |
| 1950  | 32 166     |
| 1964  | 33 021     |
| 1971  | 33 704     |

| Année | Population |
| ----- | ---------- |
| 1981  | 31 765     |
| 1985  | 30 757     |
| 1989  | 29 780     |
| 1990  | 28 378     |
| 1991  | 27 297     |
| 1992  | 26 691     |
| 1993  | 26 148     |
| 1994  | 25 630     |
| 1995  | 24 890     |
| 1996  | 24 441     |

| Année | Population |
| ----- | ---------- |
| 1997  | 23 833     |
| 1998  | 23 398     |
| 1999  | 22 825     |
| 2000  | 22 163     |
| 2001  | 21 513     |
| 2002  | 21 112     |
| 2003  | 20 639     |
| 2004  | 20 120     |
| 2005  | 19 767     |
| 2006  | 19 566     |

| Année | Population |
| ----- | ---------- |
| 2007  | 19 297     |
| 2008  | 19 023     |
| 2009  | 18 710     |
| 2010  | 18 571     |
| 2011  | 17 638     |
| 2012  | 17 476     |
| 2013  | 17 297     |
| 2014  | 17 200     |
| 2015  | 17 206     |
| 2016  | 17 318     |

| Année | Population |
| ----- | ---------- |
| 2017  | 17 201     |
| 2018  | 17 015     |
| 2019  | 16 925     |
| 2020  | 16 862     |

## Jumelages
- Châlons-en-Champagne (France)
- Elmshorn (Allemagne) depuis 1990[17]
- Razgrad (Bulgarie)